# Erentrudiskapelle (Munzingen)

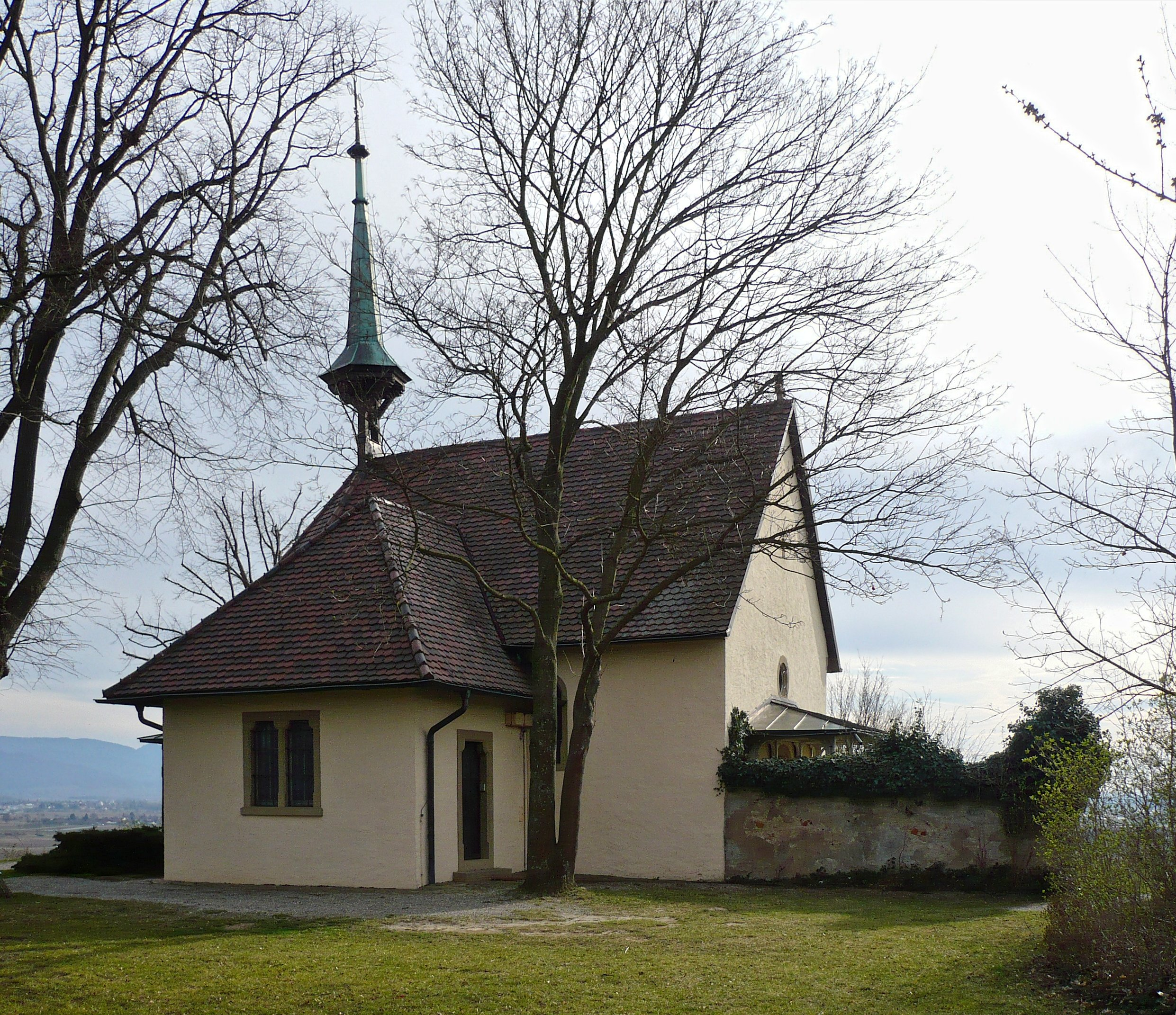
Erentrudiskapelle mit Blick nach Westen gerichtet

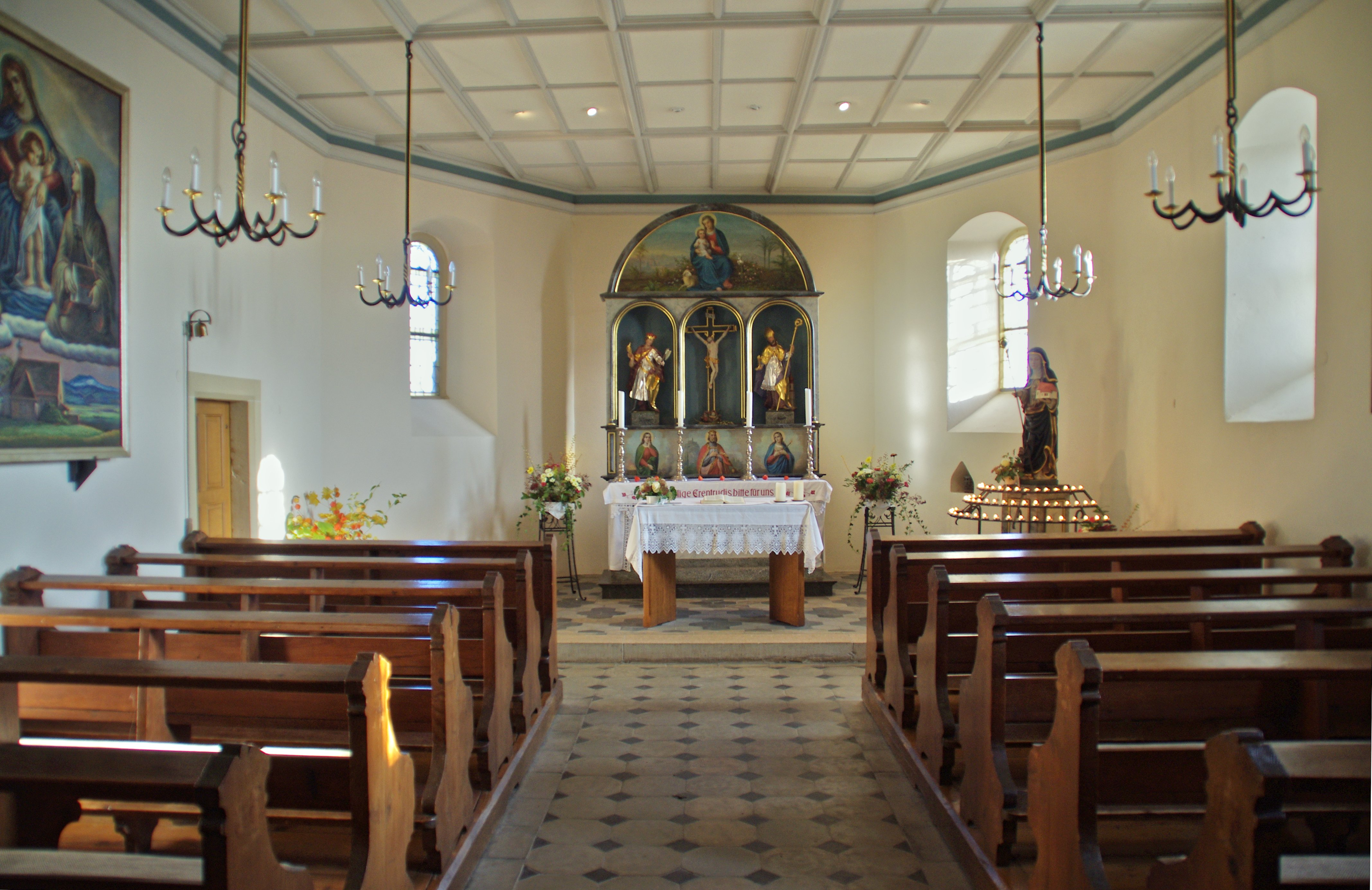
Blick in den Kirchenraum

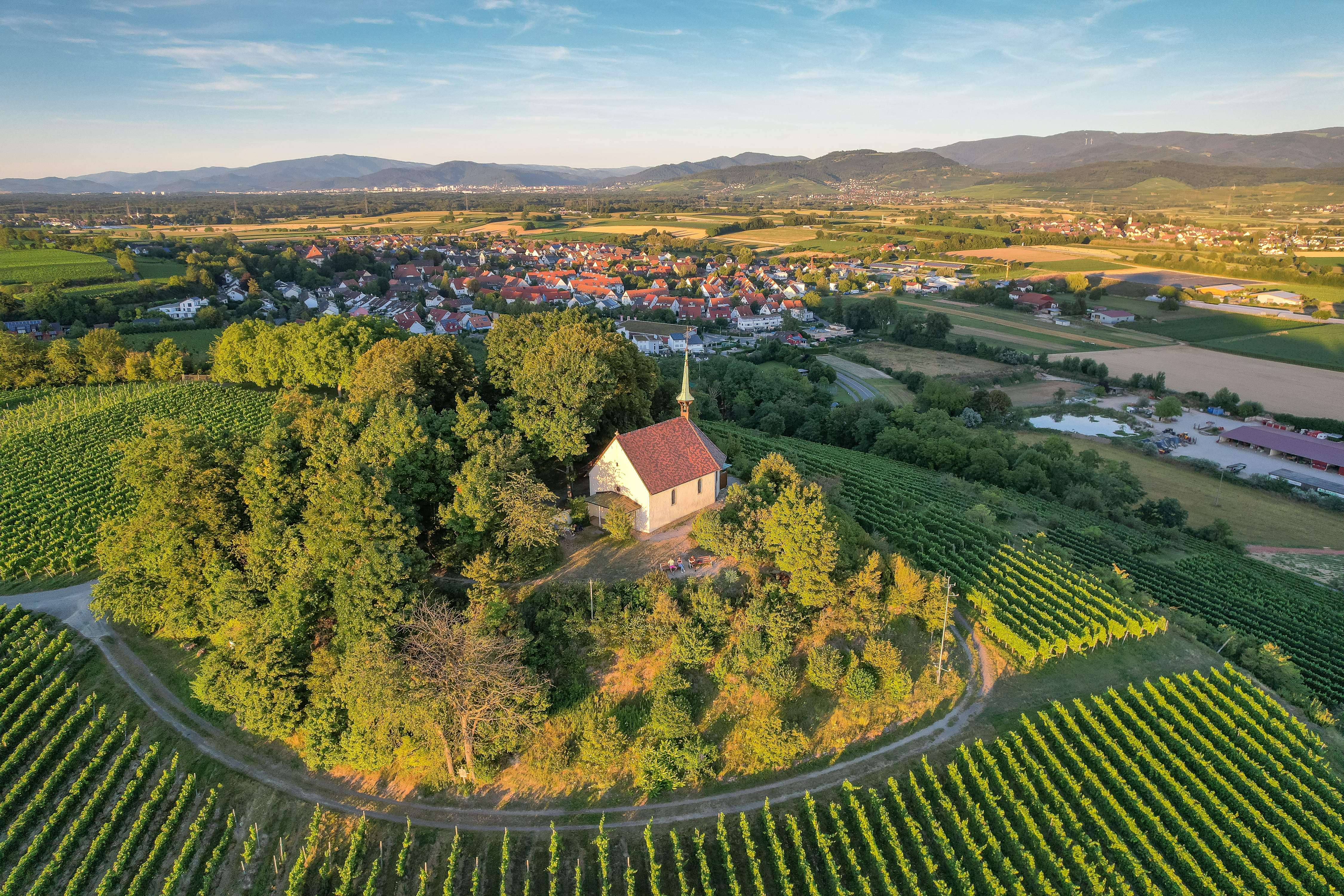
Luftaufnahme Erentrudiskapelle

Die Erentrudiskapelle befindet sich am südöstlichen Ende des Tunibergs auf dem 271 m hohen Kapellenberg über dem Freiburger Ortsteil Munzingen. Sie gilt auch als Wahrzeichen des Tunibergs.
Geweiht ist die Kapelle der Heiligen Erentrudis von Salzburg, einer Schwester des Heiligen Rupert von Salzburg, der fälschlich mit dem im Breisgau verehrten Heiligen Trudpert verwechselt wurde.

## Geschichte
Auf dem Kapellenberg stand im 13. Jahrhundert eine Burg der Herren von Staufen. 1520. 1573, 1580 und 1635 wird eine Kapelle erwähnt. Ein Bericht von 1666 nennt eine Kapelle der Hl. Erentrudis mit einer Statue des Hl. Nikolaus. 1698 stiftete Johann Friedrich von Kageneck Geld für die Abhaltung von Messen in der Kapelle. Im Spanischen Erbfolgekrieg wurde die Kapelle 1713 zerstört, allerdings kurz darauf auf Betreiben des dort lebenden Eremiten Melchior Rech und des Pfarrers Franz Benedict Ginter wiederaufgebaut und 1715/16 konsekriert. In einem Anbau lebten bis 1843 Eremiten („Berglebrüder“). Die Kapelle erhielt 1745 eine neue Glocke und 1748 eine Reliquie der Erentrudis von Salzburg, gestiftet durch das Salzburger Kloster Nonnberg. 1750 schuf der Bildhauer Matthias Faller einen Altar mit den Statuen der Hl. Trudpert und Erentrudius für die Kapelle, die 1926 an das Augustinermuseum in Freiburg verschenkt wurden. 1788 sollte die Kapelle säkularisiert werden, was jedoch 1792 nach Protesten der Gemeinde zurückgenommen wurde. 
1879 wurde die Kapelle ohne die Eremitenwohnung nach längerem Verfall wiederaufgebaut. Nach dem Zweiten Weltkrieg wurden Schäden beseitigt und die Ausstattung erneuert. Der Freiburger Maler Ernst Riess schuf 1948 einen Flügelaltar für die Kapelle, die Mitteltafel befindet sich heute an der Nordwand. 1949 wurde in den offenen Dachreiter eine kleine Glocke der Neu-Ulmer Glockengießerei Grüninger mit dem Schlagton b"+4 gehängt. 1984 wurde durch den Salzburger Abt Franz Bachler eine neue Erentrudisstatue nach dem Vorbild einer spätgotischen Statue aus dem Kloster Nonnberg geweiht.